# Lengking
Lengking is een bestuurslaag in het regentschap Sukoharjo van de provincie Midden-Java, Indonesië. Lengking telt 2153 inwoners (volkstelling 2010).